# محمد بن إبراهيم البوشنجي
أبو عبد الله محمد بن إبراهيم بن سعيد بن عبد الرحمن بن موسى البوشنجي العبدي (204-291هـ) فقيه مجتهد مالكي، وشيخ أهل الحديث في زمانه بنيسابور، وكان إماماً في اللغة وكلام العرب، قوي النفس.
أشار إلى ابن خزيمة يوماً وقال: محمد بن إسحاق كيس، وأنا لا أقول هذا لأبي ثور.
قال ابن خزيمة: لو لم يكن في أبي عبد الله من البخل بالعلم ما كان ما خرجت من مصر.
كان البوشنجي جواداً سخياً، وكان يقدم لسنانيره من كل طعام يأكله، وبات ليلة، ثم ذكر السنانير بعد فراغ طعامه، فطبخ في الليل من ذلك الطعام وأطعمهم.

## وفاته
توفي البوشنجي في غرة المحرم سنة إحدى وتسعين ومائتين (291هـ)، وقيل: بل سلخ ذي الحجة سنة تسعين، ودُفن من الغد. قال ابن السبكي: وهو الأشبه عندي. وصلى عليه الإمام ابن خزيمة.